# Gare de Neufvilles
Pour l’article ayant un titre homophone, voir gare de Neuville.
La gare de Neufvilles est une halte ferroviaire belge de la ligne 96, de Bruxelles-Midi à Quévy (frontière), située à Neufvilles sur le territoire de la commune de Soignies dans la province de Hainaut en région wallonne.
Elle est mise en service en 1864 par l'administration des chemins de fer de l'État belge. C'est un point d'arrêt non géré de la Société nationale des chemins de fer belges (SNCB), desservi par des trains Omnibus (L).

## Situation ferroviaire
Établie à 97 m d'altitude, la gare de Neufvilles est située au point kilométrique (PK) 40,922 de la ligne 96, de Bruxelles-Midi à Quévy (frontière), entre les gares de Soignies et de Masnuy-Saint-Pierre.

## Histoire
La « station de Neufvilles » est mise en service le 28 avril 1864 sur la ligne de Bruxelles à Mons des Chemins de fer de l'État belge, en service depuis 1842. L'année suivante, une voie de garage est créée pour les marchandises. Il faut attendre 1871 pour qu'un quai de déchargement soit ajouté aux installations.
Le 25 janvier 1872, dans la salle d'attente de première classe de la gare de Mons, a lieu l'adjudication publique du nouveau bâtiment des recettes, de trottoirs (quais), d'un auvent (marquise), d'un puits, d'une citerne et d'un pavillon pour les sanitaires pour un prix évalué à 27 000 francs.
Un bâtiment plus ancien, qui occupait les fonctions de gare, sera démonté et remonté en gare de Ghlin où un bâtiment en briques le remplacera à la fin du xixe siècle.
La ligne de tramway 15B (Casteau - Horrues) construite par la Société nationale des chemins de fer vicinaux (SNCV) en 1901 dessert la place de la gare jusqu'en 1950 ; des rails étaient encore visibles en 2019.
Pour faciliter la desserte de la carrière du Clypot, expédiant de la pierre bleue, une section à quatre files de rails (voie métrique du tramway et voie normale du chemin de fer) a été réalisé. Après la fermeture de la ligne vicinale, la SNCV continua à s’acquitter de la traction des wagons à destination des carrières jusqu'en 1963, avant que les carrières ne fassent l'acquisition d'un locotracteur à voie normale. L'embranchement des carrières ferme en 1974 et la voie est en grande partie retirée.

## Service des voyageurs

### Accueil
Halte SNCB, c'est un point d'arrêt non géré (PANG) à accès libre.
Un souterrain permet la traversée des voies et le passage d'un quai à l'autre.

### Desserte
Neufvilles est desservie, uniquement en semaine, par des trains Omnibus (L) de la SNCB, qui effectuent des missions sur la ligne commerciale 96, Bruxelles - Quévy entre Mons et Braine-le-Comte au rythme d'un par heure dans chaque direction,. Il n'y a pas de desserte le week-end.

### Intermodalité
Un parc pour les vélos et un parking pour les véhicules y sont aménagés.

## Comptage voyageurs
Le graphique et le tableau montrent le nombre de passagers qui en moyenne embarquent durant la semaine, le samedi et le dimanche.
| Nombre de voyageurs qui embarquent à la gare de Neufvilles | Nombre de voyageurs qui embarquent à la gare de Neufvilles | Nombre de voyageurs qui embarquent à la gare de Neufvilles | Nombre de voyageurs qui embarquent à la gare de Neufvilles |
|                                                            | Semaine                                                    | Samedi                                                     | Dimanche                                                   |
| ---------------------------------------------------------- | ---------------------------------------------------------- | ---------------------------------------------------------- | ---------------------------------------------------------- |
| 1977                                                       | 287                                                        | 112                                                        | 43                                                         |
| 1978                                                       | 230                                                        | 50                                                         | 27                                                         |
| 1979                                                       | 187                                                        | 50                                                         | 18                                                         |
| 1980                                                       | 194                                                        | 31                                                         | 17                                                         |
| 1981                                                       | 208                                                        | 59                                                         | 33                                                         |
| 1982                                                       | 233                                                        | 74                                                         | 36                                                         |
| 1983                                                       | 222                                                        | 40                                                         | 25                                                         |
| 1984                                                       | 137                                                        | -                                                          | -                                                          |
| 1985                                                       | 132                                                        | -                                                          | -                                                          |
| 1986                                                       | 137                                                        | -                                                          | -                                                          |
| 1987                                                       | 144                                                        | -                                                          | -                                                          |
| 1988                                                       | 142                                                        | -                                                          | -                                                          |
| 1989                                                       | 136                                                        | -                                                          | -                                                          |
| 1990                                                       | 137                                                        | -                                                          | -                                                          |
| 1991                                                       | 144                                                        | -                                                          | -                                                          |
| 1992                                                       | 146                                                        | -                                                          | -                                                          |
| 1993                                                       | 109                                                        | -                                                          | -                                                          |
| 1994                                                       | 122                                                        | -                                                          | -                                                          |
| 1995                                                       | 103                                                        | -                                                          | -                                                          |
| 1996                                                       | 121                                                        | -                                                          | -                                                          |
| 1997                                                       | 80                                                         | -                                                          | -                                                          |
| 1998                                                       | 93                                                         | -                                                          | -                                                          |
| 1999                                                       | 72                                                         | -                                                          | -                                                          |
| 2000                                                       | 80                                                         | -                                                          | -                                                          |
| 2001                                                       | 86                                                         | -                                                          | -                                                          |
| 2002                                                       | 73                                                         | -                                                          | -                                                          |
| 2003                                                       | 82                                                         | -                                                          | -                                                          |
| 2004                                                       | 95                                                         | -                                                          | -                                                          |
| 2005                                                       | 98                                                         | -                                                          | -                                                          |
| 2006                                                       | 81                                                         | -                                                          | -                                                          |
| 2007                                                       | 80                                                         | -                                                          | -                                                          |
| 2008                                                       | -                                                          | -                                                          | -                                                          |
| 2009                                                       | 103                                                        | -                                                          | -                                                          |
| 2010                                                       | -                                                          | -                                                          | -                                                          |
| 2011                                                       | -                                                          | -                                                          | -                                                          |
| 2012                                                       | 106                                                        | -                                                          | -                                                          |
| 2013                                                       | 115                                                        | -                                                          | -                                                          |
| 2014                                                       | 75                                                         | -                                                          | -                                                          |
| 2015                                                       | 55                                                         | -                                                          | -                                                          |
| 2016                                                       | 51                                                         | -                                                          | -                                                          |
| 2017                                                       | 64                                                         | -                                                          | -                                                          |
| 2018                                                       | 52                                                         | -                                                          | -                                                          |
| 2019                                                       | 54                                                         | -                                                          | -                                                          |
| 2020                                                       | 34                                                         | -                                                          | -                                                          |
| 2021                                                       | -                                                          | -                                                          | -                                                          |
| 2022                                                       | 68                                                         | -                                                          | -                                                          |
| 2023                                                       | 59                                                         | -                                                          | -                                                          |
| 2024                                                       | 87                                                         | -                                                          | -                                                          |

## Patrimoine ferroviaire
L'ancien bâtiment des recettes n’était plus utilisé pour l’accueil des voyageurs. La commune de Soignies l’achète en 2021 en vue d’aménager une salle communale au rez-de-chaussée et des appartements à l’étage.
Ce bâtiment rectangulaire complété par une aile à toit plat de construction ultérieure (disparue depuis) appartient de la famille des premiers bâtiments standards des Chemins de fer de l’État belge et comportait à l’origine des pignons à gradins (redents). Il s’agit de la variante à six travées qui comprenait deux grands pignons au-dessus des travées médianes ainsi que des lucarnes. L’ensemble de ces éléments de toiture a été éliminé lors d’une modernisation de la gare. Le reste des façades est en revanche en état proche de l’origine avec des baies à arcs bombés soulignés par un bandeau de briques frittées de teinte foncée et une lucarne au mur-pignon nord (l'autre mur-pignon a été reconstruit sans fenêtres).
La halle aux marchandises est présente sur le site. Dérivée du type standard État belge, elle se caractérise par ses fenêtres géminées, tout comme la halle (démolie) de la gare de Mansnuy-Saint-Pierre.